# さまよえる猶太人
『さまよえる猶太人』（さまよえるゆだやじん）は芥川龍之介の1917年の短編小説。イエスを苦しめたため不死の呪いをかけられたさまよえる猶太人の伝説について語っている。

## あらすじ
主人公はさまよえる猶太人についての伝承をまとめたうえで、日本に来たことがあるか疑問を提示している。また、イエスを苦しめたものが多くいるにもかかわらず、なぜさまよえる猶太人だけが呪われたのかとも疑問を提示している。疑問に答えるべく古文書を漁った主人公は、平戸から九州本土への船の中でさまよえる猶太人がフランシス・ザヴィエルに会ったという記録を発見する。2人は歴史上の出来事について会話する。ザヴィエルはイエスが受難したときエルサレムにいたかさまよえる猶太人に尋ねる。さまよえる猶太人はよせふという靴匠であり、受難を見たと語る。彼はイエスを辱めた罪を自覚したから罰せられたと述べる。ゆえに、救われるとも述べる。